# Slaterocoris tibialis
Slaterocoris tibialis är en insektsart som beskrevs av Knight 1970. Slaterocoris tibialis ingår i släktet Slaterocoris och familjen ängsskinnbaggar. Inga underarter finns listade i Catalogue of Life.